# 假稻
假稻（学名：Leersia japonica）为禾本科假稻属下的一个种。

## 扩展阅读
- 維基物種上的相關：假稻